# ريتشموند ماكجي
ريتشموند ماكجي (بالإنجليزية: Richmond McGee)‏ هو لاعب كرة قدم أمريكية أمريكي، ولد في 25 أبريل 1983 في غارلاند في الولايات المتحدة.

## وصلات خارجية
- ريتشموند ماكجي على موقع مرجع كرة القدم المحترفة.كوم (الإنجليزية)